# Meczet Niujie
Meczet Niujie (chiń.: 牛街清真寺; pinyin: Niújiē Qīngzhēnsì) – meczet znajdujący się przy ulicy Wołu (Niujie), w dzielnicy Xuanwu w Pekinie. Wybudowany w 996 roku, jest najstarszą i największą świątynią muzułmańską w mieście. Przebudowany za czasów dynastii Ming w 1442 roku i rozbudowany za rządów Qingów w 1696 roku.
Budowla, zajmująca powierzchnię 6000 m², została wybudowana w stylu chińskim, wnętrza natomiast urządzone są na modłę arabską. Meczet składa się z wieży astronomicznej, sali modlitw oraz minaretu otoczonego pawilonami. Sześciokątna, 10-metrowa wieża służyła do obserwacji gwiazd, niezbędnych dla wyznaczania muzułmańskiego kalendarza.
Sala modlitewna ma powierzchnię 600 m², a jej bramę ozdobiono wersetami z Koranu. Posiada dziedziniec, pośrodku którego wznosi się minaret meczetu. Po obu stronach sali znajdują się pawilony z kamiennymi stelami, na których wyryto historię świątyni. Przy południowo-wschodnim krańcu sali pochowano dwóch imamów, którzy przybyli do Pekinu z Azji Środkowej: Alego (zm. 1283) i Ahmada Burdaniego (zm. 1320).
W 1955, 1979 i 1995 roku meczet poddano pracom renowacyjnym.